# انتخاب الأمين العام لليونسكو 2009
يجري خلال العام 2009 إجراء الانتخابات في اليونسكو لانتخاب امين عام جديدي بدل الياباني هيسورا.

## المرشحون
والمرشحين للانتخابات هم 9 اشخاص:
- وزير الثقافة المصري الحالي فاروق حسني الذي تدعمه مصر الذي تعارضه إسرائيل عل اثر تصريحات صدرت عن وزير الثقافة لنتانياهو
- المفوضة الأوروبية للعلاقات الخارجية النمساوية بنيتا فيريرو فالدنر

- ألكسندر ياكوفينكو نائب وزير الخارجية روسيا سابقا
- إنا مارشيوليونيته من ليتوانيا
- إيرينا بوكوفا من بلغاريا
- سوسبيترمويجاروبي موهونغو من تنزانيا،
- وزير الخارجية الجزائر الأسبق محمد البيجاوي من الجزائر
- نورعيني تيجاني سيربوس من بينين
- إيفون خويس أ. باقي من الإكوادور

وتنتهي المهلة لاعتماد القائمة الرئيسية للترشيح في نهاية شهر ايار 2009.

## معارضة لترشيح فاروق حسني
ويلقى مرشح مصر معارضة من إسرائيل بسبب تصريحاته ضد إسرائيل أو ما تسميه رابطة مكافحة التشهير اليهودية الأميركية "تاريخ العداء الطويل" من جانب وزير الثقافة المصري تجاه إسرائيل، ، كما رصدت المنظمة تصريحات للوزير المصري لصحف ووسائل إعلام مصرية وعربية، يعود بعضها إلى العام 2000، عدتها تعبر عن "العداء لإسرائيل والثقافة الإسرائيلية.

## الانتخاب
وينصّ الميثاق التأسيسي لليونسكو على أن رئيس المجلس التنفيذي، المؤلف من 58 دولة عضوا، يطلب من المرشحين أن يرسلوا إلى المجلس نصا قوامه 2000 كلمة على الأكثر في موعد أقصاه مطلع أغسطس/آب المقبل، يعرضون فيه رؤيتهم لليونسكو بإحدى اللغات الست المعتمدة في عمل المجلس التنفيذي.

## المرشح الفائز

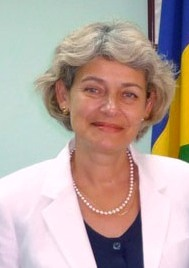
إيرينا بوكوفا

- إيرينا بوكوفا من بلغاريا.

## وصلات خارجية
- حلقة من برنامج ما وراء الخبر عن ترشح فاروق حسني لإدارة اليونسكو بترايخ 7-6-2009